# جغرافيا الصومال

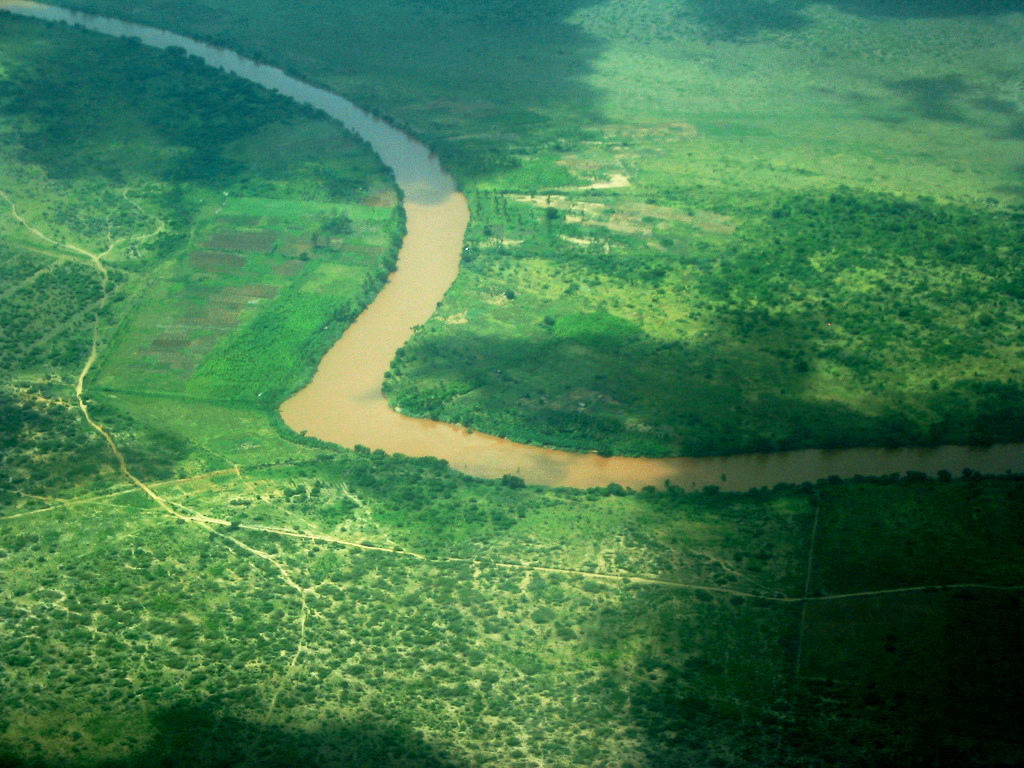
The نهر جوبا

الصومال دولة تقع في شرق قارة إفريقية على منطقة ما يعرف باسم القرن الإفريقي. يحدها خليج عدن والمحيط الهندي من الشرق، إثيوبيا من الغرب وجيبوتي من الشمال الغربي، كينيا من الجنوب الغربي. تعتبر الصومال أقصى الدول الأفريقية شرقا، تبلغ مساحتها 637,540 كيلومتر مربع.

## الموقع والمساحة

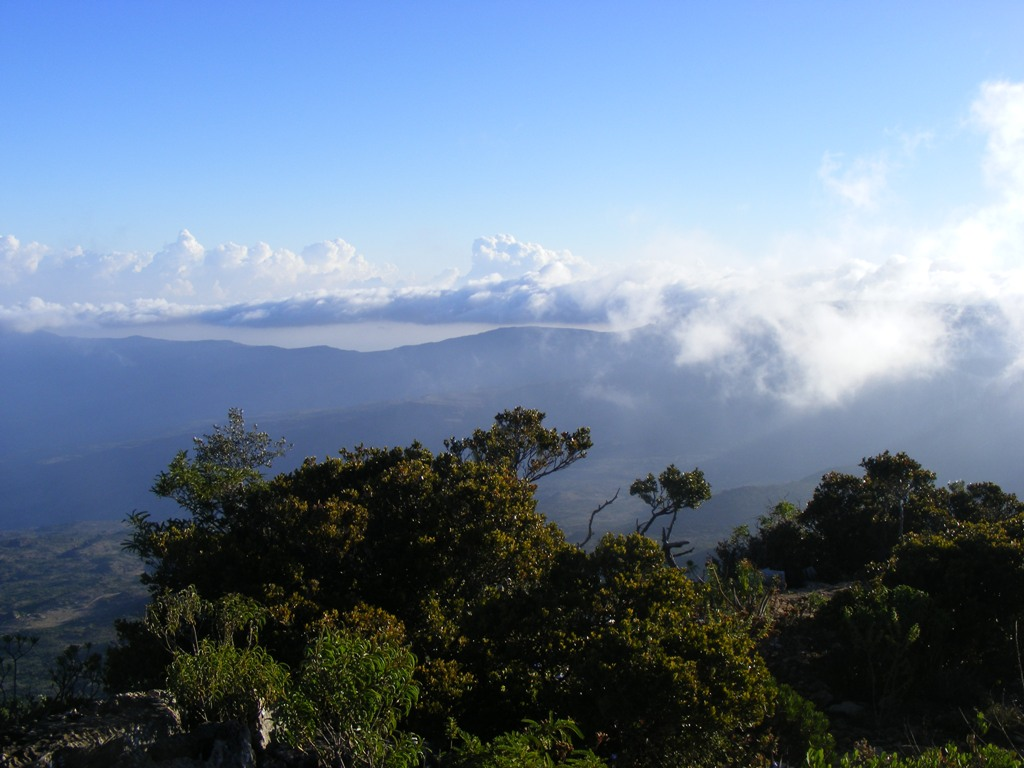
منظر من جبل علمدو في ولاية ماخر، الصومال.

تقع الصومال فيما بين خط عرض 3º جنوبا، 12º شمالا بالنسبة خط الاستواء، شاغلة بذلك خمس عشرة منطقة من مناطق العرض في العروض الاستوائية والمدارية. وتمتد شرقا من المحيط الهندي عند خط طول 51º شرق جرينتش متوغلة في الدخيل القاري داخل القرن الإفريقي، إلى أن تصل خط طول 35º شرقا، وأقصى اتساع لها إلى الشرق من بحيرة رودلف ومناطق تقسيم المياه بين الحبشة والصومال. تبلغ مساحة الصومال 637,657 كميلومتر مربع منها 10,320 كيلومتر مربع تغطيها المسطحات المائية أي حوالي 1.6% من المساحة الإجمالية للبلاد وهي بذلك تقل في المساحة بعض الشئ عن ولاية تكساس الأمريكية. كما تمتلك الصومال حدود برية بطول 2,340 كم تفصلها عن كل من جيبوتي بمسافة 58 كيلومتر، إثيوبيا بمسافة 1,600 كيلومتر، وكينيا بمسافة 682 كم، علاوة على ذلك تمتلك الصومال أطول السواحل على مستوى القارة الإفريقية، حيث يبلغ إجمالي طول السواحل الصومالية 3,025 كيلومتر؛ وتمتد المياه الإقليمية الصومالية إلى 200 ميل بحري داخل مياه المحيط الهندي.

## التضاريس
وتغطي السهول أغلب أراضي الصومال مع وجود المرتفعات والتلال في الشمال وتتدرج في الانخفاض مع الاتجاه جنوبا لتكون هضابا مستوية وشبه مستوية حتى تصل إلى السهول التي تغطي ما يقرب من ثلثي مساحة جنوب الصومال. وتعد قمة شمبريس هي أعلى النقاط الإحداثية في الصومال والتي تقع في منطقة سرود الجبلية بالشمال الشرقي للصومال ويبلغ ارتفاعها 2,416 مترا فوق سطح البحر، في حين يمثل ساحل المحيط الهندي أكثر النقاط الإحداثية انخفاضا في الصومال وهو النقطة صفر (سطح البحر نفسه).

## البيئة
تمثل نسبة الأراضي الصالحة للزراعة 1.64% من إجمالي مساحة البلاد في حين تستخدم نسبة 0.04% فقط من المساحة الكلية لزراعة المحاصيل الدائمة. وتبلغ جملة الأراضي التي يتم ريها 2,000 كيلومتر مربع، وفقا لإحصائيات من عام 2003، وذلك من خلال مصادر مائية متجددة تقدر بحوالي 15.7 كيلومتر مكعب، وفقا لإحصائيات من عام 1997. في حين يتم استهلاك 3.29 كيلومتر مكعب سنويا من المياه بمعدل 400 متر مكعب للفرد سنويا.

## المناخ
المناخ في الصومال عامة هو مناخ صحراوي بالأساس وإن كانت تهب عليها الرياح الموسمية مرتين كل عام. حيث تهب الرياح الشمالية الشرقية في الفترة ما بين كانون الأول/ديسمبر وشباط/فبراير من كل عام مما يساعد على تلطيف الجو في شمال البلاد وإن كان يظل حارا في جنوبها. وتهب الرياح الموسمية الأخرى في الفترة ما بين أيار/مايو وتشرين الأول/أكتوبر وهي رياح جنوبية غربية حيث يبقى الجو حارا في الجنوب ويتغير إلى خماسيني في الشمال (جو صيفي شديد الرطوبة مع هبوب رياح محملة بالأتربة). ويتخلل فترتي هبوب الرياح الموسمية فترات غير منتظمة من هطول الأمطار وفترات من الرطوبة والجفاف وارتفاع شديد في درجات الحرارة تعرف محليا باسم «التانجامبيلي» (بالصومالية: Tangambili)‏.
| البيانات المناخية لـالصومال       | البيانات المناخية لـالصومال | البيانات المناخية لـالصومال | البيانات المناخية لـالصومال | البيانات المناخية لـالصومال | البيانات المناخية لـالصومال | البيانات المناخية لـالصومال | البيانات المناخية لـالصومال | البيانات المناخية لـالصومال | البيانات المناخية لـالصومال | البيانات المناخية لـالصومال | البيانات المناخية لـالصومال | البيانات المناخية لـالصومال | البيانات المناخية لـالصومال |
| الشهر                             | يناير                       | فبراير                      | مارس                        | أبريل                       | مايو                        | يونيو                       | يوليو                       | أغسطس                       | سبتمبر                      | أكتوبر                      | نوفمبر                      | ديسمبر                      | المعدل السنوي               |
| --------------------------------- | --------------------------- | --------------------------- | --------------------------- | --------------------------- | --------------------------- | --------------------------- | --------------------------- | --------------------------- | --------------------------- | --------------------------- | --------------------------- | --------------------------- | --------------------------- |
| متوسط درجة الحرارة الكبرى °م (°ف) | 30 (86)                     | 30 (86)                     | 40 (104)                    | 40 (104)                    | 40 (104)                    | 40 (104)                    | 40 (104)                    | 30 (86)                     | 30 (86)                     | 30 (86)                     | 30 (86)                     | 30 (86)                     | 34 (94)                     |
| متوسط درجة الحرارة الصغرى °م (°ف) | 15 (59)                     | 15 (59)                     | 15 (59)                     | 15 (59)                     | 15 (59)                     | 15 (59)                     | 15 (59)                     | 15 (59)                     | 15 (59)                     | 15 (59)                     | 15 (59)                     | 0 (32)                      | 14 (57)                     |
| الهطول مم (إنش)                   | 40 (1.6)                    | 40 (1.6)                    | 40 (1.6)                    | 40 (1.6)                    | 40 (1.6)                    | 40 (1.6)                    | 50 (2.0)                    | 50 (2.0)                    | 40 (1.6)                    | 40 (1.6)                    | 40 (1.6)                    | 40 (1.6)                    | 500 (20)                    |
| المصدر: دراسات البلدان - الصومال  |                             |                             |                             |                             |                             |                             |                             |                             |                             |                             |                             |                             |                             |